# کارل راپان
کارل راپان (انگلیسی: Karl Rappan; ۲۶ سپتامبر ۱۹۰۵ – ۲ ژانویهٔ ۱۹۹۶) بازیکن و مربی فوتبال اهل اتریش بود.
از باشگاه‌هایی که در آن بازی کرده‌است می‌توان به باشگاه فوتبال سروت ۱۸۹۰، باشگاه فوتبال آدمیرا واکر مودلینگ، باشگاه فوتبال راپید وین و باشگاه فوتبال آستریا وین اشاره کرد.
وی سرمربی تیم ملی فوتبال سوئیس در جام جهانی فوتبال ۱۹۳۸، جام جهانی فوتبال ۱۹۵۴ و جام جهانی فوتبال ۱۹۶۲ بوده‌است.